# Ковальчук, Пётр Ярославович
Пётр Ярославович Ковальчук (укр. Петро Ярославович Ковальчук; 28 мая 1984, Средний Майдан, Ивано-Франковская область, Украинская ССР, СССР) — украинский футболист, защитник

## Биография
В ДЮФЛ выступал за иванофранковский ДЮСШ-3. Профессиональную карьеру начал в клубе «Черногора». В команде дебютировал 19 мая 2001 года в матче против хмельницкого «Подолья» (2:1). После играл в Первой лиге за «Спартак» из Ивано-Франковска. В январе 2006 года побывал на просмотре в алчевской «Стали».
Зимой 2007 года перешёл в криворожский «Кривбасс». В Высшей лиге дебютировал 4 марта 2007 года в матче против львовских «Карпат» (1:1), в этом матче Пётр забил гол на 66 минуте с паса Анатолия Опри. Всего за «Кривбасс» в чемпионате Украины провёл 45 матчей и забил 1 гол и 2 матча в Кубке Украины.
Летом 2009 года перешёл в овидиопольский «Днестр». В команде дебютировал 19 сентября 2009 года в матче против тернопольской «Нивы» (2:0). 1 февраля 2011 года подписал контракт с одесским «Черноморцем», соглашение рассчитано на 1,5 года.
В июне 2014 года покинул одесский клуб в связи с окончанием контракта. В 2015 году стал игроком таджикского клуба «Истиклол» из Душанбе

## Достижения
- Финалист Кубка Украины (1): 2012/13
- Чемпион Таджикистана (1): 2015